# الكتاب المقدس والقرآن والعلم (كتاب)
الكتاب المقدس والقرآن والعلم (بالفرنسية: La Bible, le Coran et la Science)، هو كتاب في علم مقارنة الأديان ألفه الطبيب الفرنسي موريس بوكاي بعد اعتناقه الإسلام عام 1976، درس فيه الكاتب الكتب السماوية الثلاثة التوراة والانجيل والقرآن دراسة علمية بمقياس العلم الحديث، وترجم الكتاب لسبع عشرة لغة تقريبًا منها العربية.
خرج المؤلف من خلال دراسته للكتب الثلاثة بأن الكتاب الذي هو من عند الله هو القرآن وحده، لأنه لم يأت فيه ما يعارض حقائق العلم، في حين أنه وفقًا للمؤلف فإن ما بأيدي الناس اليوم من كتب يصفونها بأنها مقدسة ويدعونها التوراة والإنجيل فهي مملوءة بخرافات وأخطاء وتناقضات لا يمكن أن تكون منزلة من عند الله.
تعرض كتاب ومنهج موريس بوكاي لإنتقادات واسعة من قبل علماء وباحثين غربيين معتبرين الكتاب غير موضوعي وغير علمي، ويناقض النظريات العلمية في مواقع عدة. على سبيل وجد عدد من الناقدين أمثال الباحث تانر إديس أن المراجع والآيات القرآنية التي أستند اليها موريس بوكاي ليثبت فيها توسع الكون والأكوان المتوازية والكون المنظور هي خاطئة بشكل صارخ. وفقًا لجريدة وول ستريت جورنال على الرغم من أن منهج وكتب موريس بوكاي تم "ازدراءها وإنكارها من قبل معظم علماء التيار الرئيسي"، لكنه عزز الفخر بالتراث الإسلامي لدى عامة المسلمين ولعب دورًا هامًا في جذب عدد من المتحولين إلى الإسلام.

## الترجمات العربية
هناك العديد من الترجمات العربية للكتاب من عدة دور نشر ومترجمين منها:
- التوراة والإنجيل والقرآن والعلم - ترجمة الشيخ حسن خالد مفتي الجمهورية اللبنانية - الطبعة الثالثة 1990.[2]
- التوراة والأناجيل والقرآن الكريم بمقياس العلم الحديث - ترجمة علي الجوهري - القاهرة - 2000.[3]
- القرآن الكريم والانجيل والتوراة والعلم دراسة الكتب المقدسة في ضوء المعارف الحديثة - مكتبة مدبولي - 2004.[4]
- القرآن والتوراة والإنجيل دراسة في ضوء العلم الحديث - ترجمة عادل يوسف - الأهلية للنشر والتوزيع- 2009.[5]